# Fritz Grauer
Friedrich Grauer (genannt Fritz) (* 17. September 1904 in Bruchsal; † 11. August 1942 an der Ostfront) war ein deutscher Beamter und Landrat.

## Leben
Er war der Sohn des Kaufmanns Gustav Grauer und dessen Ehefrau Berta, geborene Seibold. Am 18. März 1939 heiratete er die Dozentin für Haushaltskunde und Volkswirtschaft in Schneidemühl Käthe, geborene Scheffer. Die Eltern der Braut waren der Schriftsteller Dr. Theodor Scheffer und dessen Frau Dora geborene Schramm.
Grauer besuchte die Volks- und die Oberrealschule Bruchsal und legte dort Ostern 1924 das Abitur ab. Danach studierte er an den Universitäten Heidelberg, Freiburg, Kiel, München und Berlin und schloss das Studium als Diplom-Volkswirt ab. Am 2. Dezember 1930 wurde er in Heidelberg zum Dr. jur. promoviert. 1929 bis 1932 war er Referendar in Sigmaringen und Frankfurt am Main. Nach dem Assessor-Examen im Juni 1933 war er bei der Staatsanwaltschaft Berlin und im preußischen Wirtschaftsministerium tätig. Danach war er Regierungsrat im Landratsamt und in der Polizeidirektion Tilsit und der Staatspolizei Tilsit. Seit September 1937 arbeitete er bei der Regierung Lüneburg. Am 12. Juli 1939 übernahm er vertretungsweise die Stellung eines Landrats im Oberlahnkreis und wurde am 21. Juni 1940 dort definitiv Landrat.
Seit 1922 war er Mitglied des Völkischen Jugendbundes der „Adler und Falken“. Im April 1930 trat er in die SA und zum 1. August 1930 in die NSDAP ein (Mitgliedsnummer 271.624). Am 15. Februar 1932 trat er in die SS ein (Mitgliedsnummer 28.053). Dort wurde er am 13. August 1934 Untersturmführer und am 20. April 1937 Hauptsturmführer. Ausgezeichnet mit beiden Klassen des Eisernen Kreuzes sowie dem Verwundetenabzeichen fiel Grauer am 11. August 1942 an der Ostfront.